# JŽ-Baureihe 363
Die SŽ-Baureihe 363 sind slowenische elektrische Lokomotiven für den Betrieb unter 3 kV Gleichspannung, die mit derselben Reihenbezeichnung an die jugoslawischen Staatsbahnen geliefert wurden.

## Konstruktion
Die Lokomotiven sind eng mit den CC 6500 der französischen Staatsbahn verwandt. Mit diesen teilen sie sich das von Paul Arzens entworfene Nez-cassé-Design, das bei vielen französische Lokomotiven dieser Zeit angewendet wurde. Der Antrieb erfolgt durch Einmotordrehgestelle, bei denen jeweils nur ein Motor pro Drehgestell über ein im Stand schaltbares Getriebe und Stirnräder die Großräder aller Radsätze in diesem Drehgestell antreibt. Von dort gelangt die Kraft über Kardanhohlwellen zu den einzelnen Radsätzen. Die Lokomotiven verfügen somit über einen Schnellgang, der eine Geschwindigkeit von 125 km/h zulässt, sowie einen Langsamgang für den Güterverkehr, der die Höchstgeschwindigkeit bei gesteigerter Zugkraft auf 75 km/h begrenzt.

## Geschichte
Die jugoslawischen Staatsbahnen bestellten Mitte der 1970er Jahre bei Alsthom sechsachsige Lokomotiven für den Betrieb auf den mit 3 kV Gleichspannung elektrifizierten Strecken im slowenischen Norden des Landes, um den veralteten Lokomotivbestand zu erneuern. Zwischen 1975 und 1977 wurden insgesamt 39 Lokomotiven geliefert. Nachdem die 363-002 bei einem Unfall im Oktober 1976 zerstört und nicht wieder aufgebaut worden war, entschied man sich, die freigewordene Nummer mit der 39. Lokomotive neu zu besetzen. Die Maschinen wurden in den Farben der JŽ für elektrische Gleichspannungslokomotiven, ockergelb mit braunem Zierstreifen, in Dienst gestellt. Dank des Stufengetriebes waren sie im Personen- und Güterverkehr flexibel einsetzbar. Beim Zerfall von Jugoslawien verblieben die Maschinen aufgrund ihres Einsatzgebietes vollständig in Slowenien. Um 2000 trugen zwei Lokomotiven (363-032 und 034) vorübergehend einen Versuchsanstrich in rotviolett/silber, die 363-017 trug einen weißen Anstrich mit Werbung für Adria Kombi. Inzwischen fahren sie in roter Farbgebung mit weißem Längsstreifen in gleichen Diensten für die slowenische Staatsbahn. Lediglich die 363-005 erhielt 2011 im Rahmen einer Hauptuntersuchung wieder die ursprüngliche Farbgebung. 2024 wurde die 363-001 als erste Lokomotive in der Unternehmensfarbe blau lackiert.

## Trivia
Aufgrund ihres eigentümlichen Aussehens erhielten die Lokomotiven in Anlehnung an die französische Schauspielerin Brigitte Bardot den Spitznamen „Brižita“.